# Chloe Bridges
Chloe Bridges (właśc. Chloe Suazo; ur. 27 grudnia 1991 w Thibodaux) – amerykańska aktorka. Wystąpiła m.in. w filmie Camp Rock 2: Wielki finał  i serialu Pamiętniki Carrie.

## Filmografia
| Rok  | Tytuł                            | Rola           | Uwagi |
| ---- | -------------------------------- | -------------- | ----- |
| 2008 | The Longshots                    | Tammy Anderson |       |
| 2009 | Legalne Blondynki                | Ashley Meadows |       |
| 2009 | Diana's World                    | Diana Shapiro  |       |
| 2009 | Forget Me Not                    | Layla          |       |
| 2014 | Na ratunek kumplowi              | Katie          |       |
| 2015 | Dziewczyny śmierci               | Paula          |       |
| 2015 | Nightlight                       | Nia            |       |
| 2016 | Mike and Dave Need Wedding Dates | Chloe          |       |
| 2018 | Gorące diablice                  | Brooke         |       |
| 2018 | Game Over, Man!                  | Diana          |       |

| Rok       | Tytuł                     | Rola          | Uwagi   |
| --------- | ------------------------- | ------------- | ------- |
| 2005–2006 | Freddie                   | Zoey Moreno   |         |
| 2006      | George Lopez              | Zoey Moreno   |         |
| 2008      | Out of Jimmy's Head       | Undine        |         |
| 2010      | Camp Rock 2: Wielki finał | Dana Turner   | film TV |
| 2011      | Worst. Prom. Ever.        | Neve Spernak  | film TV |
| 2011      | 90210                     | Alexis        |         |
| 2011      | Podmiejski czyściec       | Misty         |         |
| 2012      | Jess i chłopaki           | Chloe         |         |
| 2013      | Pamiętniki Carrie         | Donna LaDonna |         |
| 2015      | Faking It                 | Zita Cruz     |         |
| 2018      | Insatiable                | Roxy Buckley  |         |
| 2019      | Charmed                   | Tessa         |         |